# 조신에쓰 지방
조신에쓰 지방(上信越地方, じょうしんえつちほう, 문화어: 죠싱에쯔 지방)은 군마현(上野国(고즈케)), 나가노현(信濃国(시나노)), 니가타현(越後国(에치고))의 세 현의 총칭이다.

## 읽을거리
| - 조신에쓰 고원 국립공원 - 신에쓰 지방 - 간토 지방 | - 호쿠신에쓰 지방 - 고신에쓰 지방 - 도산도 - 고신에쓰 지방 |